# Nebelhorn Trophy 2023
Nebelhorn Trophy 2023 – trzecie zawody łyżwiarstwa figurowego z cyklu Challenger Series 2023/2024. Zawody rozgrywano od 20 do 23 września 2023 roku w Eissportzentrum Oberstdorf w Oberstdorfie.
W konkurencji solistów zwyciężył Francuz Adam Siao Him Fa, zaś wśród solistek Amerykanka Isabeau Levito. W parach sportowych złoty medal wywalczyli reprezentanci Niemiec Minerva Fabienne Hase i Nikita Wołodin, zaś w parach tanecznych reprezentanci Wielkiej Brytanii Lilah Fear i Lewis Gibson.

## Rekordy świata
| Rekordy świata (GOE±5) na moment rozpoczęcia zawodów (stan na 19 września 2023): | Rekordy świata (GOE±5) na moment rozpoczęcia zawodów (stan na 19 września 2023): | Rekordy świata (GOE±5) na moment rozpoczęcia zawodów (stan na 19 września 2023): | Rekordy świata (GOE±5) na moment rozpoczęcia zawodów (stan na 19 września 2023): | Rekordy świata (GOE±5) na moment rozpoczęcia zawodów (stan na 19 września 2023): | Rekordy świata (GOE±5) na moment rozpoczęcia zawodów (stan na 19 września 2023): |
| Konkurencja                                                                      | Segment                                                                          | Zawodnicy                                                                        | Punkty                                                                           | Zawody                                                                           | Data                                                                             |
| -------------------------------------------------------------------------------- | -------------------------------------------------------------------------------- | -------------------------------------------------------------------------------- | -------------------------------------------------------------------------------- | -------------------------------------------------------------------------------- | -------------------------------------------------------------------------------- |
| Soliści                                                                          | Nota łączna                                                                      | Nathan Chen                                                                      | 335,30                                                                           | Finał Grand Prix 2019                                                            | 7 grudnia 2019                                                                   |
| Soliści                                                                          | Program dowolny                                                                  | Nathan Chen                                                                      | 224,92                                                                           | Finał Grand Prix 2019                                                            | 7 grudnia 2019                                                                   |
| Soliści                                                                          | Program krótki                                                                   | Nathan Chen                                                                      | 113,97                                                                           | Zimowe igrzyska olimpijskie 2022                                                 | 10 lutego 2020                                                                   |
| Solistki                                                                         | Nota łączna                                                                      | Kamiła Walijewa                                                                  | 272,71                                                                           | Rostelecom Cup 2021                                                              | 27 listopada 2021                                                                |
| Solistki                                                                         | Program dowolny                                                                  | Kamiła Walijewa                                                                  | 185,29                                                                           | Rostelecom Cup 2021                                                              | 27 listopada 2021                                                                |
| Solistki                                                                         | Program krótki                                                                   | Kamiła Walijewa                                                                  | 90,45                                                                            | Mistrzostwa Europy 2022                                                          | 13 stycznia 2022                                                                 |
| Pary sportowe                                                                    | Nota łączna                                                                      | Sui Wenjing / Han Cong                                                           | 239,88                                                                           | Zimowe igrzyska olimpijskie 2022                                                 | 19 lutego 2022                                                                   |
| Pary sportowe                                                                    | Program dowolny                                                                  | Anastasija Miszyna / Aleksandr Gallamow                                          | 157,46                                                                           | Mistrzostwa Europy 2022                                                          | 13 stycznia 2022                                                                 |
| Pary sportowe                                                                    | Program krótki                                                                   | Sui Wenjing / Han Cong                                                           | 84,41                                                                            | Zimowe igrzyska olimpijskie 2022                                                 | 18 lutego 2022                                                                   |
| Pary taneczne                                                                    | Nota łączna                                                                      | Madison Chock / Evan Bates                                                       | 232,32                                                                           | World Team Trophy 2023                                                           | 14 kwietnia 2023                                                                 |
| Pary taneczne                                                                    | Taniec dowolny                                                                   | Madison Chock / Evan Bates                                                       | 138,41                                                                           | World Team Trophy 2023                                                           | 14 kwietnia 2023                                                                 |
| Pary taneczne                                                                    | Taniec rytmiczny                                                                 | Madison Chock / Evan Bates                                                       | 93,91                                                                            | World Team Trophy 2023                                                           | 13 kwietnia 2023                                                                 |

## Wyniki

### Soliści
| Poz. | Zawodnik            | Nota łączna | SP | SP    | FS | FS     |
| ---- | ------------------- | ----------- | -- | ----- | -- | ------ |
| 1    | Adam Siao Him Fa    | 279,57      | 1  | 95,17 | 1  | 184,40 |
| 2    | Kazuki Tomono       | 265,78      | 2  | 93,55 | 2  | 172,23 |
| 3    | Koshiro Shimada     | 247,43      | 3  | 79,57 | 3  | 167,86 |
| 4    | Lucas Broussard     | 216,10      | 4  | 69,99 | 4  | 146,11 |
| 5    | Aleksa Rakic        | 209,88      | 7  | 65,03 | 5  | 144,85 |
| 6    | Filip Scerba        | 195,58      | 5  | 69,17 | 6  | 126,41 |
| 7    | Kai Jagoda          | 187,89      | 8  | 63,92 | 7  | 123,97 |
| 8    | Landry Le May       | 181,77      | 6  | 68,77 | 8  | 113,00 |
| 9    | Davide Lewton Brain | 163,22      | 9  | 63,50 | 9  | 99,72  |
| 10   | Euken Alberdi       | 129,62      | 10 | 40,90 | 10 | 88,72  |

### Solistki
| Poz. | Zawodniczka          | Nota łączna | SP | SP    | FS | FS     |
| ---- | -------------------- | ----------- | -- | ----- | -- | ------ |
| 1    | Isabeau Levito       | 198,79      | 1  | 69,30 | 2  | 129,49 |
| 2    | Kimmy Repond         | 191,94      | 3  | 61,55 | 1  | 130,39 |
| 3    | Kim Min-chae         | 184,03      | 2  | 62,76 | 3  | 121,27 |
| 4    | Livia Kaiser         | 169,47      | 6  | 57,72 | 4  | 111,75 |
| 5    | Alexia Paganini      | 168,96      | 5  | 58,61 | 5  | 110,35 |
| 6    | Lindsay van Zundert  | 162,52      | 4  | 58,96 | 8  | 103,56 |
| 7    | Sonja Hilmer         | 160,13      | 9  | 51,79 | 7  | 108,34 |
| 8    | Lorine Schild        | 155,65      | 12 | 46,62 | 6  | 109,03 |
| 9    | Sara-Maude Dupuis    | 145,36      | 7  | 56,62 | 11 | 88,74  |
| 10   | Linnea Kilsand       | 143,77      | 8  | 56,58 | 12 | 87,19  |
| 11   | Julija Lovrenčič     | 134,18      | 13 | 43,60 | 9  | 90,58  |
| 12   | Stefanie Pesendorfer | 132,74      | 10 | 51,43 | 13 | 81,31  |
| 13   | Marija Andrijczuk    | 121,95      | 14 | 32,62 | 10 | 89,33  |
| 14   | Gerli Liinamäe       | 121,08      | 11 | 47,44 | 14 | 73,64  |

### Pary sportowe
| Poz. | Zawodnicy                                | Nota łączna | SP  | SP    | FS  | FS     |
| ---- | ---------------------------------------- | ----------- | --- | ----- | --- | ------ |
| 1    | Minerva Fabienne Hase / Nikita Wołodin   | 194,96      | 1   | 62,85 | 1   | 132,11 |
| 2    | Lucrezia Beccari / Matteo Guarise        | 191,71      | 2   | 66,36 | 3   | 125,35 |
| 3    | Annika Hocke / Robert Kunkel             | 189,01      | 3   | 65,55 | 4   | 123,46 |
| 4    | Lia Pereira / Trennt Michaud             | 188,94      | 4   | 62,38 | 2   | 126,56 |
| 5    | Marija Pawłowa / Aleksiej Swiatczenko    | 188,94      | 5   | 61,34 | 5   | 121,26 |
| 6    | Kelly Ann Laurin / Loucas Éthier         | 175,73      | 6   | 59,59 | 6   | 116,14 |
| 7    | Valentina Plazas / Maximiliano Fernandez | 169,37      | 7   | 54,93 | 7   | 114,44 |
| 8    | Sofija Holiczenko / Artem Darenśkyj      | 156,48      | 8   | 50,71 | 8   | 105,77 |
| 9    | Anna Valesi / Manuel Piazza              | 150,12      | 10  | 47,47 | 9   | 102,65 |
| 10   | Irma Caldara / Riccardo Maglio           | 139,15      | 9   | 47,78 | 12  | 91,37  |
| 11   | Letizia Roscher / Luis Schuster          | 138,40      | 11  | 46,96 | 11  | 91,44  |
| 12   | Greta Crafoord / John Crafoord           | 131,46      | 15  | 39,37 | 10  | 92,09  |
| 13   | Maria Mokhova / Ivan Mokhov              | 127,05      | 14  | 40,58 | 13  | 86,47  |
| 14   | Lydia Smart / Harry Mattick              | 113,66      | 13  | 46,68 | 15  | 66,98  |
| 15   | Julia Mauder / Johannes Wilkinson        | 109,71      | 16  | 38,32 | 14  | 71,39  |
| WD   | Oxana Vouillamoz / Flavien Giniaux       | DNF         | 12  | 46,72 | DNS | DNS    |
| WD   | Nika Osipowa / Dmitry Epstein            | DNS         | DNS | DNS   | DNS | DNS    |

### Pary taneczne
| Poz. | Zawodnicy                                      | Nota łączna | RD | RD    | FD | FD     |
| ---- | ---------------------------------------------- | ----------- | -- | ----- | -- | ------ |
| 1    | Lilah Fear / Lewis Gibson                      | 207,84      | 1  | 82,42 | 1  | 125,42 |
| 2    | Allison Reed / Saulius Ambrulevičius           | 190,55      | 2  | 73,62 | 2  | 116,93 |
| 3    | Juulia Turkkila / Matthias Versluis            | 183,63      | 3  | 69,68 | 3  | 113,95 |
| 4    | Christina Carreira / Anthony Ponomarenko       | 177,91      | 6  | 65,82 | 4  | 112,09 |
| 5    | Kateřina Mrázková / Daniel Mrázek              | 177,38      | 5  | 67,63 | 5  | 109,75 |
| 6    | Marija Kazakowa / Gieorgij Riewija             | 175,83      | 4  | 68,68 | 6  | 107,15 |
| 7    | Jennifer Janse van Rensburg / Benjamin Steffan | 169,30      | 9  | 62,27 | 7  | 107,03 |
| 8    | Lorraine McNamara / Anton Spiridonov           | 167,77      | 8  | 63,75 | 8  | 104,02 |
| 9    | Alicia Fabbri / Paul Ayer                      | 167,14      | 7  | 63,84 | 9  | 103,30 |
| 10   | Molly Lanaghan / Dmitre Razgulajevs            | 157,81      | 10 | 61,31 | 10 | 96,50  |
| 11   | Natacha Lagouge / Arnaud Caffa                 | 154,58      | 11 | 61,26 | 11 | 93,32  |
| 12   | Lou Terreaux / Noe Perron                      | 146,15      | 13 | 54,89 | 12 | 91,26  |
| 13   | Milla Ruud Reitan / Nikolaj Majorov            | 141,86      | 12 | 56,43 | 13 | 85,43  |
| 14   | Samantha Ritter / Daniel Brykalov              | 122,33      | 14 | 44,55 | 14 | 77,78  |